# Llista de sèries newtonianes
En matemàtiques, una sèrie newtoniana, anomenada així en honor de Isaac Newton, és una suma en una successió {\displaystyle a_{n}}escrit en la forma
{\displaystyle f(s)=\sum _{n=0}^{\infty }(-1)^{n}{s \choose n}a_{n}=\sum _{n=0}^{\infty }{\frac {(-s)_{n}}{n!}}a_{n}}
on 
{\displaystyle {s \choose n}}
és el coeficient binomial i {\displaystyle (s)_{n}} és el factorial ascendent. Les sèries newtonianes sovint apareixen en relacions de la forma vista en el càlcul llindar.

## Llista de sèries newtonianes
El teorema del binomi generalitzat dona
{\displaystyle (1+z)^{s}=\sum _{n=0}^{\infty }{s \choose n}z^{n}=1+{s \choose 1}z+{s \choose 2}z^{2}+\cdots .}
Una prova d'aquesta identitat es pot obtenir mostrant que compleix l'equació diferencial
{\displaystyle (1+z){\frac {d(1+z)^{s}}{dz}}=s(1+z)^{s}.}
La funció digamma: 
{\displaystyle \psi (s+1)=-\gamma -\sum _{n=1}^{\infty }{\frac {(-1)^{n}}{n}}{s \choose n}.}
Els nombres de Stirling de segona espècie són donats per la suma finita
{\displaystyle \left\{{\begin{matrix}n\\k\end{matrix}}\right\}={\frac {1}{k!}}\sum _{j=0}^{k}(-1)^{k-j}{k \choose j}j^{n}.}
Aquesta fórmula és un cas especial de la k-èsima diferència progressiva del monomi xn avaluat a x = 0:
{\displaystyle \Delta ^{k}x^{n}=\sum _{j=0}^{k}(-1)^{k-j}{k \choose j}(x+j)^{n}.}
Una identitat relacionada forma la base de la integral de Nørlund-Rice:
{\displaystyle \sum _{k=0}^{n}{n \choose k}{\frac {(-1)^{k}}{s-k}}={\frac {n!}{s(s-1)(s-2)\cdots (s-n)}}={\frac {\Gamma (n+1)\Gamma (s-n)}{\Gamma (s+1)}}=B(n+1,s-n)}
on {\displaystyle \Gamma (x)} és la funció gamma, i {\displaystyle B(x,y)} és la funció beta.
Les funcions trigonomètriques tenen identitats llindars:
{\displaystyle \sum _{n=0}^{\infty }(-1)^{n}{s \choose 2n}=2^{s/2}\cos {\frac {\pi s}{4}}}
i 
{\displaystyle \sum _{n=0}^{\infty }(-1)^{n}{s \choose 2n+1}=2^{s/2}\sin {\frac {\pi s}{4}}}
La naturalesa de l'umbral d'aquestes identitats és una mica més clara escrivint-les en termes de factorial descendent {\displaystyle (s)_{n}}Els primers termes de la sèrie sinus són
{\displaystyle s-{\frac {(s)_{3}}{3!}}+{\frac {(s)_{5}}{5!}}-{\frac {(s)_{7}}{7!}}+\cdots }
que es pot reconèixer com semblant a la sèrie de Taylor per a sin x, amb (s)n en lloc de xn.
En la teoria analítica de nombres és interessant la suma
{\displaystyle \!\sum _{k=0}B_{k}z^{k},}
on B són els nombres de Bernoulli. Utilitzant la funció generatriu es pot avaluar la seva suma de Borel com 
{\displaystyle \sum _{k=0}B_{k}z^{k}=\int _{0}^{\infty }e^{-t}{\frac {tz}{e^{tz}-1}}dt=\sum _{k=1}{\frac {z}{(kz+1)^{2}}}.}
La relació general dona la sèrie de Newton
{\displaystyle \sum _{k=0}{\frac {B_{k}(x)}{z^{k}}}{\frac {1-s \choose k}{s-1}}=z^{s-1}\zeta (s,x+z),}
on {\displaystyle \zeta } és la funció zeta de Hurwitz i {\displaystyle B_{k}(x)} el polinomi de Bernoulli. La sèrie no convergeix, la identitat es manté formalment.
Una altra identitat és
{\displaystyle {\frac {1}{\Gamma (x)}}=\sum _{k=0}^{\infty }{x-a \choose k}\sum _{j=0}^{k}{\frac {(-1)^{k-j}}{\Gamma (a+j)}}{k \choose j},}
que convergeix en {\displaystyle x>a}. Això es desprèn de la forma general d'una sèrie de Newton per a nodes equidistants (quan existeix, és a dir, quan sigui convergent).
{\displaystyle f(x)=\sum _{k=0}{{\frac {x-a}{h}} \choose k}\sum _{j=0}^{k}(-1)^{k-j}{k \choose j}f(a+jh).}